# Rec i safareig de la plaça Major (Pau)
El Rec i safareig de la plaça Major és un monument del municipi de Pau (Alt Empordà) inclòs en l'Inventari del Patrimoni Arquitectònic de Catalunya.

## Descripció
Situat dins del nucli urbà de la població de Pau, a la part inferior de la plaça Major, estructurada en dos nivells, a tocar l'església parroquial de Sant Martí.
Es tracta d'un conjunt arquitectònic format per tres elements: la font, de recent construcció, i al seu costat, una de les boques de registre del rec, canalitzat subterràniament i connectat amb el safareig, que se situa fora dels límits de la plaça, envoltat de camps de conreu. La boca del rec està integrada en el mateix mur on hi ha la font. Està bastida amb un petit arc rebaixat, amb lloses disposades a sardinell, tancat amb dos barrots de ferro. A l'interior s'observa l'aigua canalitzada en direcció al safareig. En el mateix mur, al costat del registre, hi ha un arc de mig punt de mida més gran que l'anterior, també bastit amb lloses, tot i que actualment està tapiat. Per acabar, el safareig, a pocs metres de distància, de planta rectangular i bastit amb pedra de diverses mides i morter de calç, amb restes del revestiment arrebossat original. La canalització, descoberta en el seu últim tram, connecta directament amb el safareig. Aquest tram de rec també està bastit amb pedra i morter.